# 国民革命军第七十六军
国民革命军第七十六军，是国民革命军胡宗南嫡系部队。

## 編制
1937年9月，第8师（原为賀耀組湘军第一师）从第三十七军组建第七十六军，只辖第8师，陶峙岳任军长兼师长。
1946年4月改编为整编第76师在延清战役中，整76师师部及整编第24旅大部被歼灭。中将师长廖昂，少将参谋长刘学超，少将新闻室主任曹锡武等被俘。
重建整76师师部和第24旅，第18绥靖区司令长官徐保兼整编第76师师长，担任后方基地宝鸡防守。1948年4月，在西府陇东战役中，整76师师部及所辖整144旅被全歼，少将师长徐保阵亡。
再次重建整76师师部。重建后的整144旅改隶西安绥靖公署直辖。
- 师长李日基
- 整编第24旅旅长张汉初
- 整编第75旅旅长黄咏瓒

1948年9月，整编76师恢复第七十六军番号：
- 军长李日基
- 第24师师长于厚之
- 第75师师长黄咏瓒。不久第75师的番号被取消
- 第20师师长吴永烈

参加了荔北战役。1948年西北冬季攻势作战中，军部及所辖第20师、第24师被全部消滅，中将军长李日基、少将参谋长高宪岗等被俘。
1949年1月，该军重建：
- 军长薛敏泉(前西安绥靖公署副参谋长)
- 副军长褚静亚（第十八绥靖区参谋长）
- 第20师：由保安团拼凑而成，只有三千多人，无冬衣，也无军饷。师长褚静亚兼。1949年2月在西北春季战役中奉命立刻开往铜川接防。与解放军一接触即溃退下来从耀县往三原跑。奉命立即赶赴泾阳阻击解放军随即被全歼。褚静亚被俘。撤至陕西安康进行休整时，再次重建第20师，仝敬鑫任师长。
- 第24师师长张汝弼

1949年10月该军退入四川广元地区，归第7兵团指挥。1949年11月在西南战役中在新津、邛崃地区被全歼。